# Миколаїв (Хмельницький район)
Микола́їв (МФА: [mɪkoˈɫɑjɪu̯] ( прослухати)) — село в Україні, у Чорноострівській селищній громаді Хмельницького району Хмельницької області. Розташоване на правому березі річки Бужок, лівої притоки Південного Бугу. Населення становить 373 особи.

## Історія
Поселення Миколаївка, було засноване в 1555 році на місці дубового лісу за дорученням польського короля Сигізмунда II Августа великим коронним гетьманом, руським воєводою, державним, політичним та військовим діячем Польського королівства, Миколаєм Синявським. 
З 1672 року по 1699 рік село Миколаївка, як і усе Поділля, було під владою Порти. 
До захоплення Поділля турками в 1672 році і після, воно продовжувало спадково належати нащадкам коронного гетьмана Миколи Синявського.
Після турецького поневолення село Миколаївка було малозаселеним. Чисельність населення рахувалася десятками осіб. Інвентар за 1717 р. показує що в Миколаєві була лише одна родина дідичних. Відсутність старожилів у Миколаєві, який ще недавно вважався селом, зумовило те, що заселення фактично припадає лише на 1710-ті роки. 1720 р., червня 22: Великий коронний гетьман Адам Сенявський надає відбудованому після турецького руйнування м. Миколаєву Летичівського повіту магдебурзьке право. З тих пір містечко вже називається Миколаїв. 
Розвиваються кушнірський, шевський та гончарні промисли, побудована суконна фабрика. Кушнірський лідирує серед аналогічних на Поділлі. 
До княжого роду Чарторийських Миколаїв перейшов у результаті шлюбу доньки великого коронного гетьмана Адама Миколая Сенявського Марії Софії (Зофії) з князем Августом Олександром Чарторийським. Саме вона була останньою з роду Сенявських. До магната Августа Олександра Чарторийського, представника княжого роду литовсько-руського походження через шлюб з Сенявською перейшли величезні маєтності на Поділлі. 
Згідно купчої від 1816 року, містечко Миколаїв перейшло у власність поміщика Костянтина Михайловича Пржездзецького, сина останнього писаря Великого князівства Литовського Михайла Костянтиновича Пржездзецького, власника містечка Чорний Острів та багатьох навколишніх сіл Проскурівського повіту. Це вже був великий населений пункт, що нараховував 2884 осіб. 
На Миколаїв часто здійснювались набіги татар та турків. На околицях містечка мали місце спостережні вежі. Як захисні споруди використовувалися підземні ходи, які є в Миколаєві до сьогодні. Вони виводили за містечко у більш безпечні місця (до лісу). Справжнього розквіту містечко набуло за князів Чарторийських. Князь Адам Казимир Йоахім Амброзій Марек Чорторийський розробив цеховий статут для ремісників містечка Миколаїв, взяв участь в будівництві нового православного Свято-Покровського храму, який в польських джерелах називають церквою Святої Панни, оздобив ратушу, побудований костел. Миколаїв був відомий далеко за межами своїми базарами.  

### Населення
В 19-му столітті населення містечка швидко зростало і в 1897 році складало 2904 чоловік.
Напередодні світової імперіалістичної війни 1914-1918рр. кількість населення зменшилась через виїзд значної частини жителів містечка до Америки. В 1913 році населення Миколаєва складало 2718 чоловік. Світова імперіалістична війна також призвела до зменшення кількості населення містечка. Особливо різко зменшилося чоловіче населення. За переписом 1920 року кількість населення в Миколаєві нараховувала 2462 особи. В 1921 році в Україні, і, особливо, на Поділлі, панував голод, а також чума, тиф, віспа, холера та інші інфекційні захворювання. Це також зменшило кількість населення. Розвиток торгово-ремісничих відносин став знову сприяти збільшенню населення. Напередодні Другої світової війни в містечку проживало багато єврейського населення. За переписом 1939 року в Миколаєві проживало 1688 селян. Внаслідок війни, звірств гітлерівців над єврейським населенням, воно в містечку щезло зовсім. В районі села Ракове було знищено гітлерівцями близько 900 осіб єврейської національності. Число жителів села Миколаїв різко зменшилося та становило за переписом 1959 року 1176 чоловік. 

### Релігійні споруди
Перший храм, про який відомо, був дерев’яний, зруйнований в 1793 році під час пожежі. Він належав греко-католикам. Другий, що діє до сьогодні, був збудований в 1793 році. З тих пір почала панувати греко-російська віра. Перший костел у Миколаєві був споруджений із дерева у 1717 р. на тому місці де нині православна церква. Другий костел був побудований із цегли у 1770 р. коштом князя Августина Чарторийського, освячений у 1777 р. кам’янецьким біскупом Адамом Красинським. Новий костел збудовано на краю містечка на католицькому цвинтарі. Костел мав велике храмове господарство. Миколаївський костел, один з небагатьох в повіті, належав до третього класу. В першій половині 19-го століття костел мав парафіян 1734 (точна дата не відома). В 1884 році костел мав 1756 парафіян обох статей. Костел був знищений комуністами в 1937 році.

## Відомі уродженці
- 18 квітня 1930 року — Радзієвський Володимир Олександрович, краєзнавець.
- 1 лютого 1947 року — Крищук Микола Мартинович, начальник штабу військової частини урядового зв'язку військ КДБ СРСР 1985—1991 років, засновник ТОВ «Агропродукт» (переробка молока на мінімолокозаводі в с. Манилівка), 1999—2001 роки, голова Хмельницької районної організації Народного руху України 1998—2004 років, депутат Хмельницької міської ради третього скликання 1998—2002 років

## Галерея

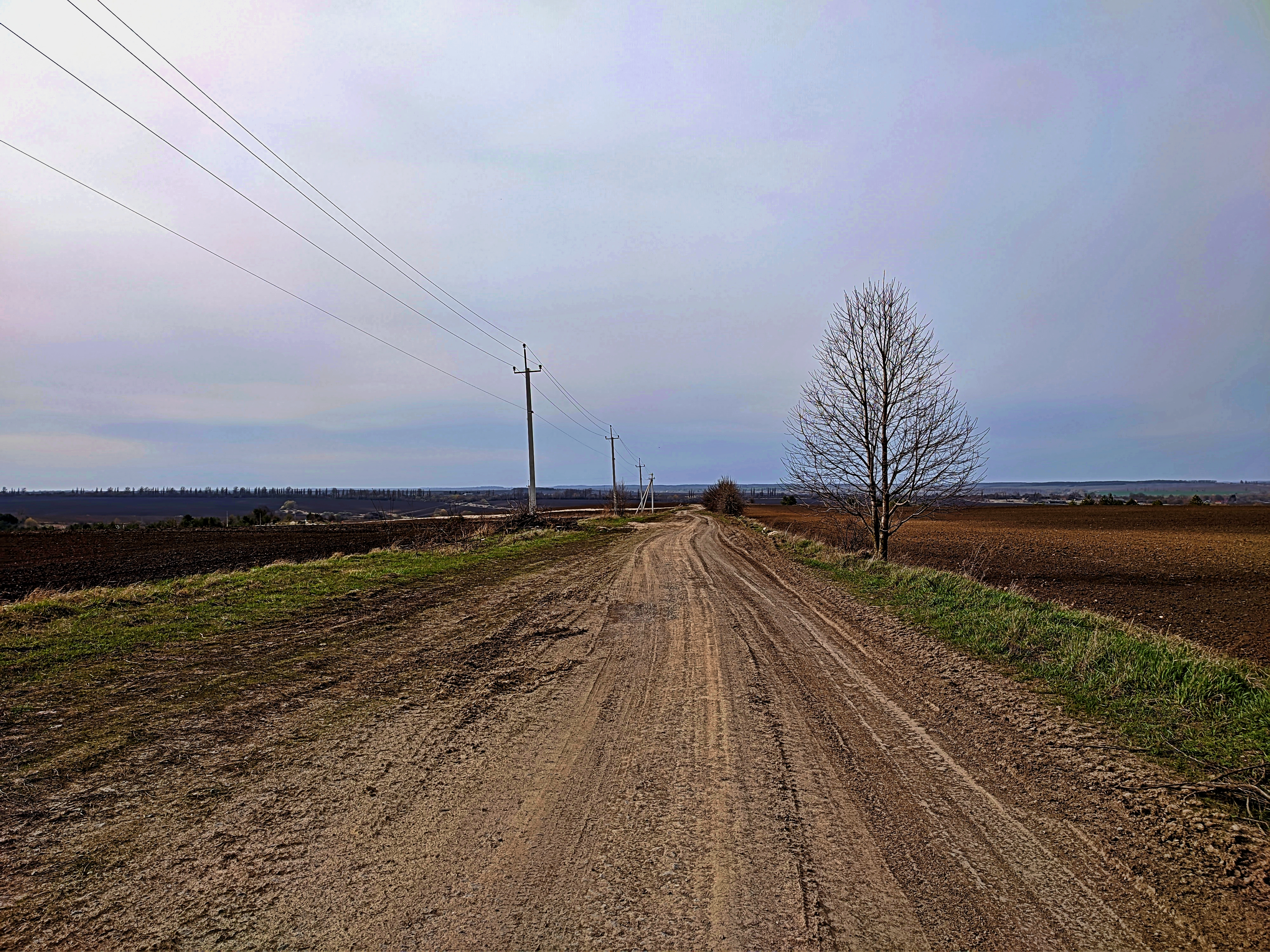
Грунтова дорога в сторону с. Миколаїв
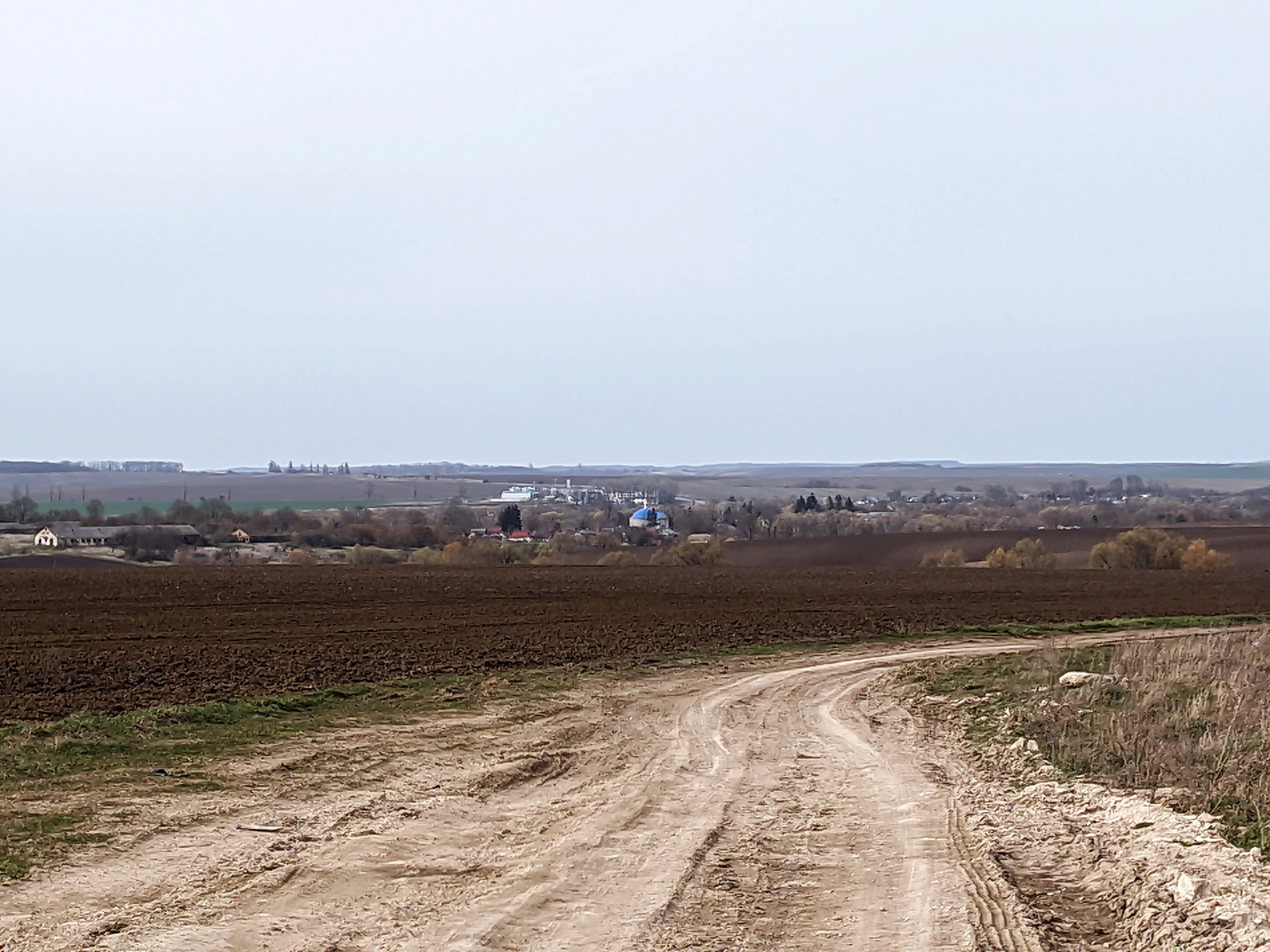
Вигляд на село
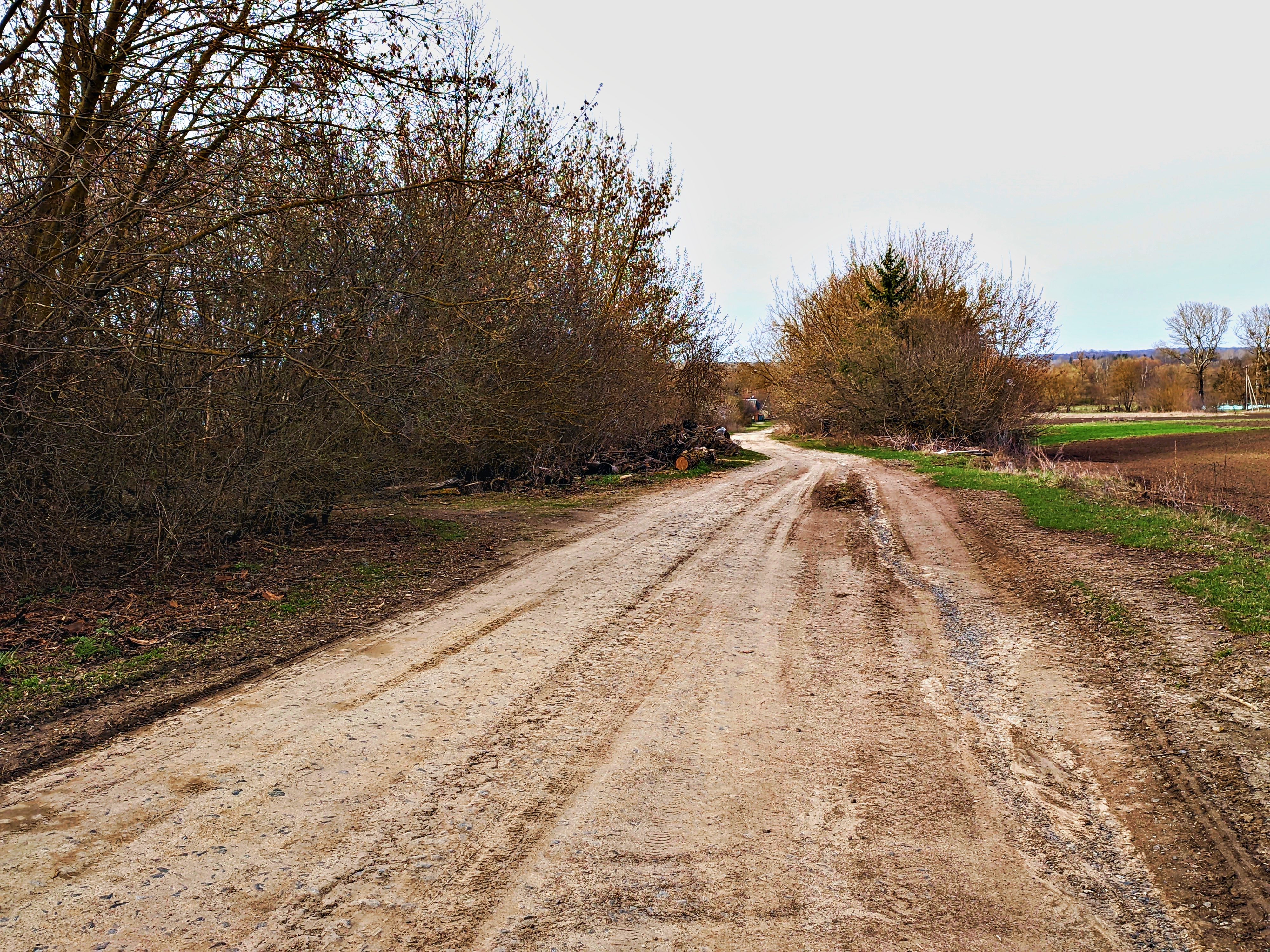
Вулиця Хмельницька
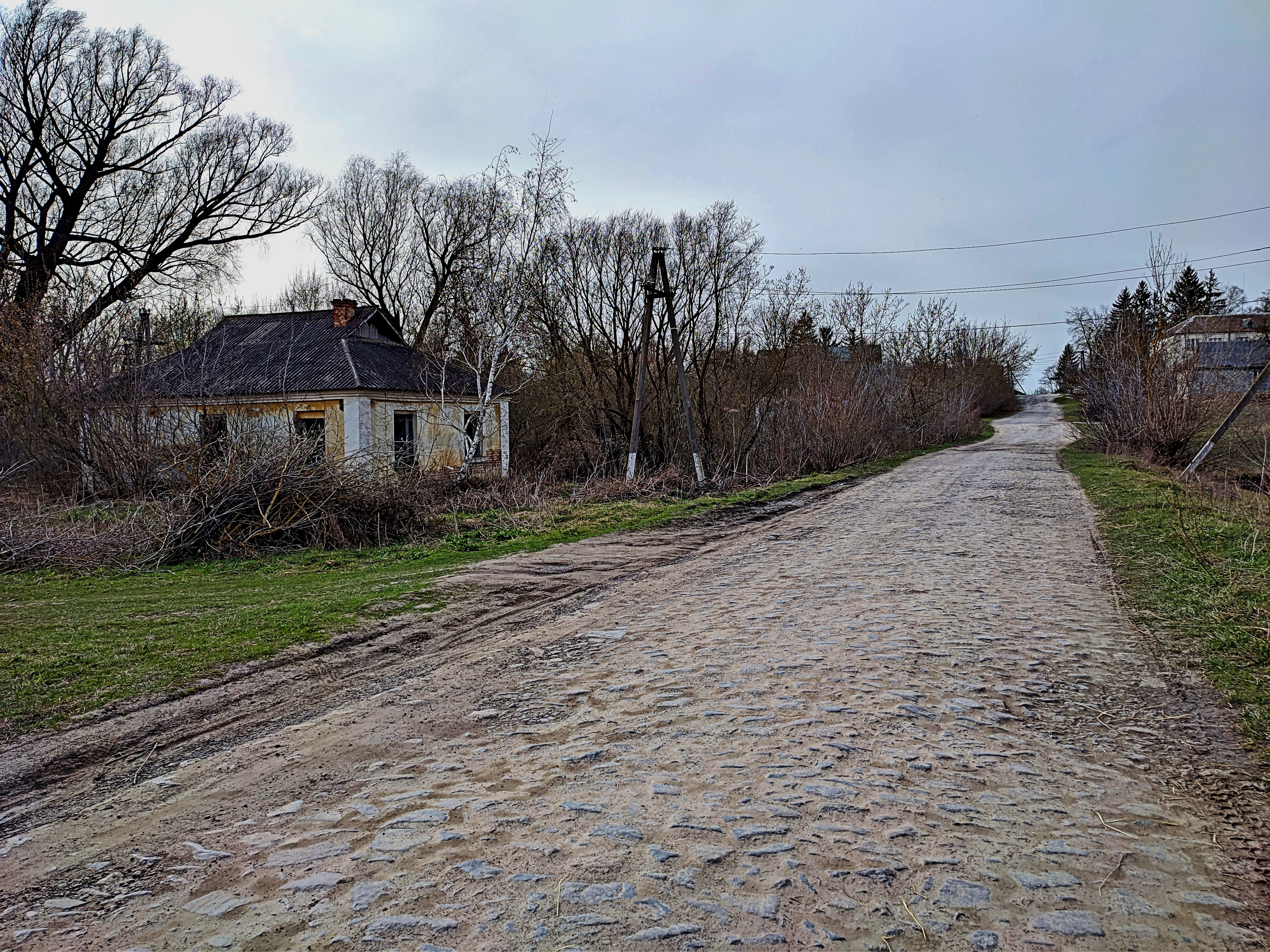
Вул. Героїв Крут
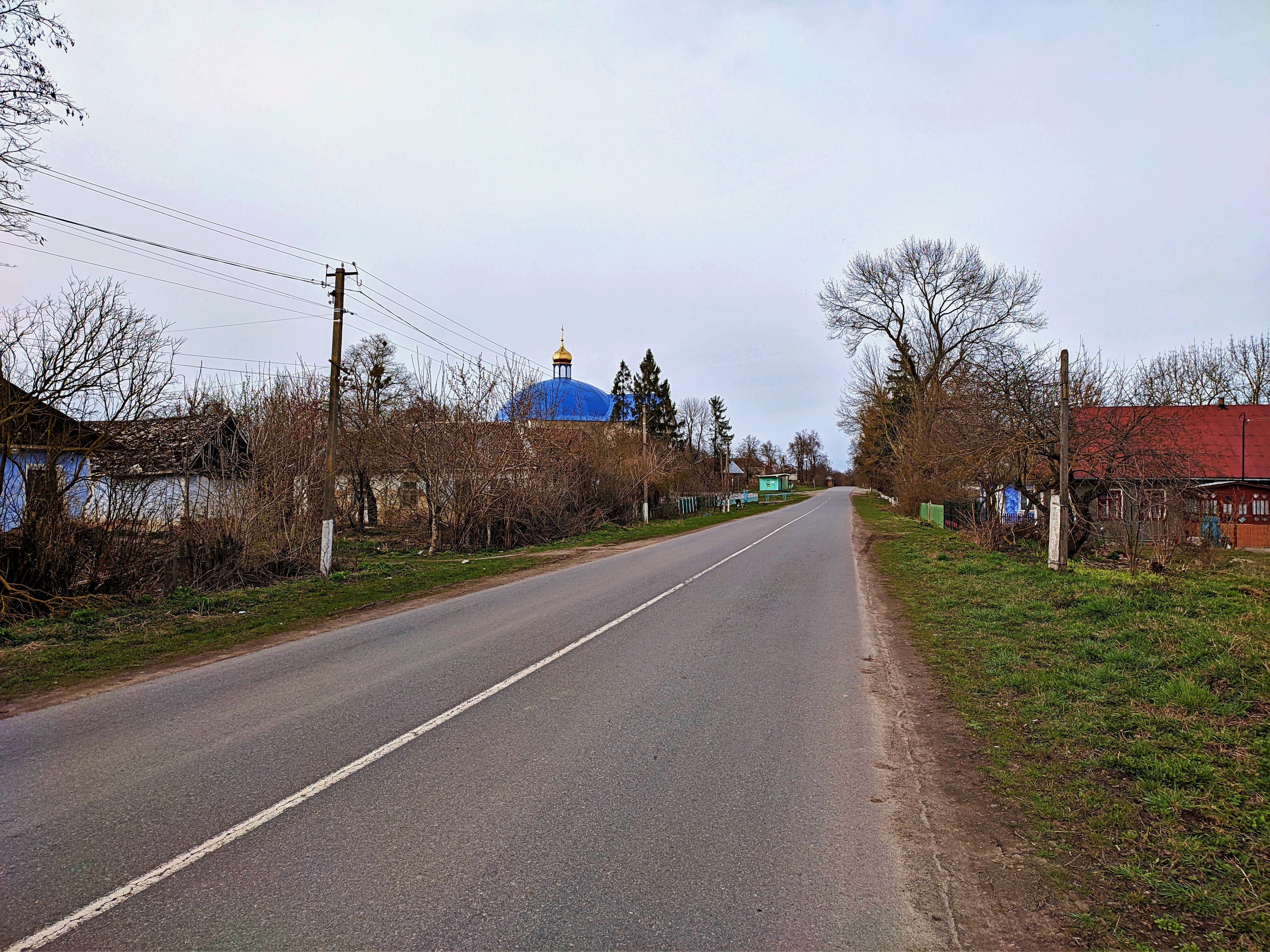
Центральна вулиця села
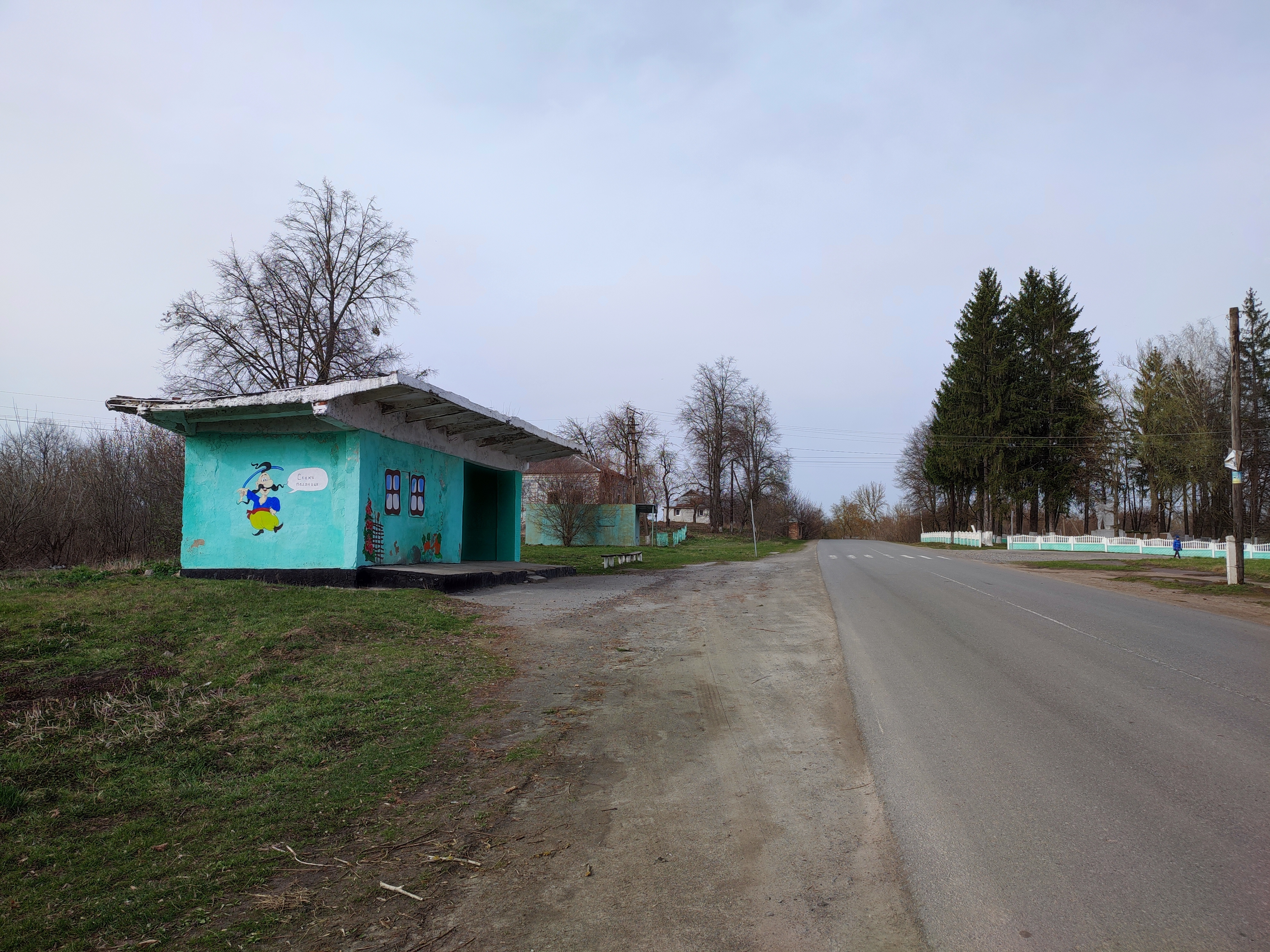
Зупинка
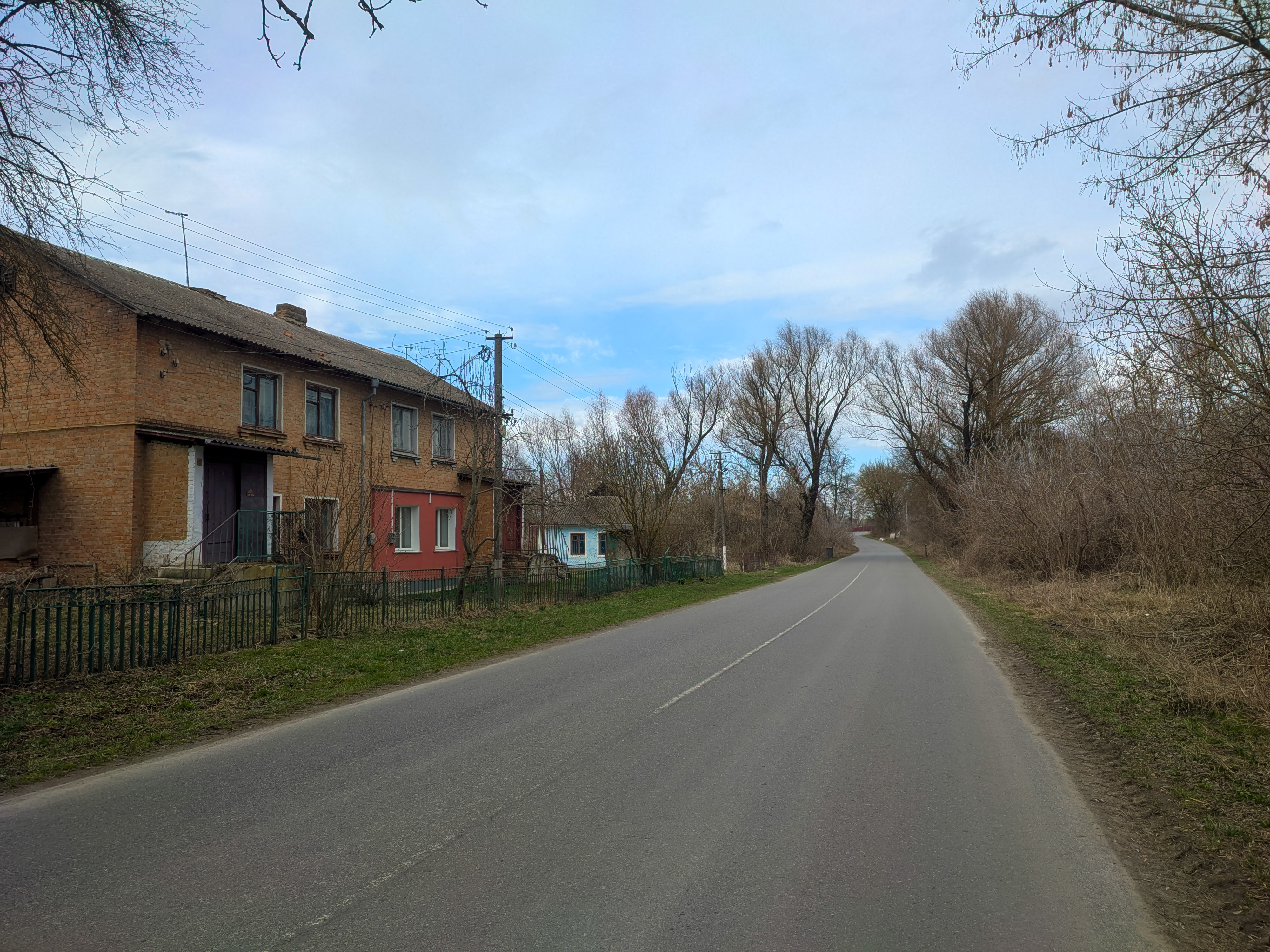
Вулиця Центральна
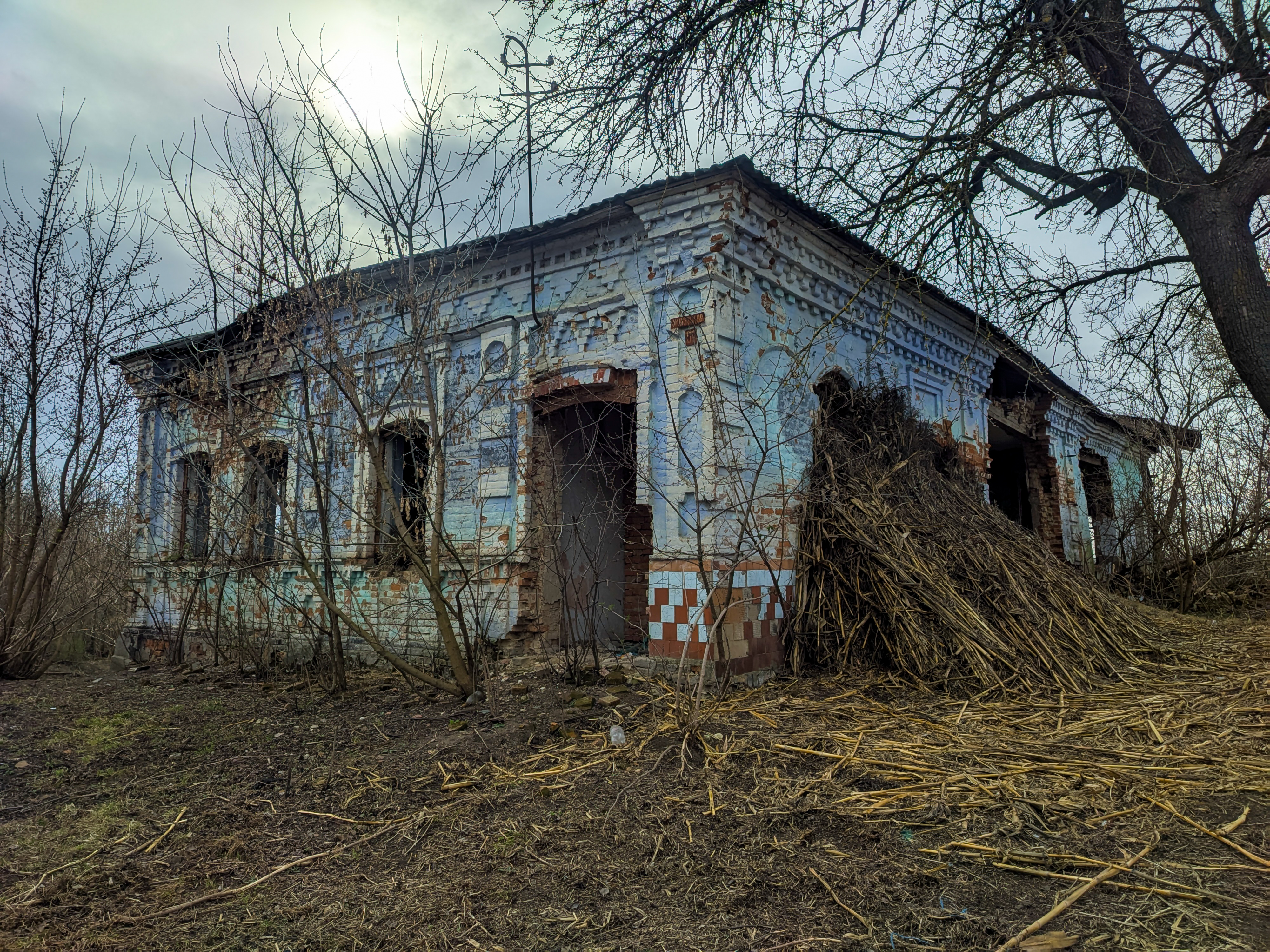
Руїни будинку ХІХ сторіччя
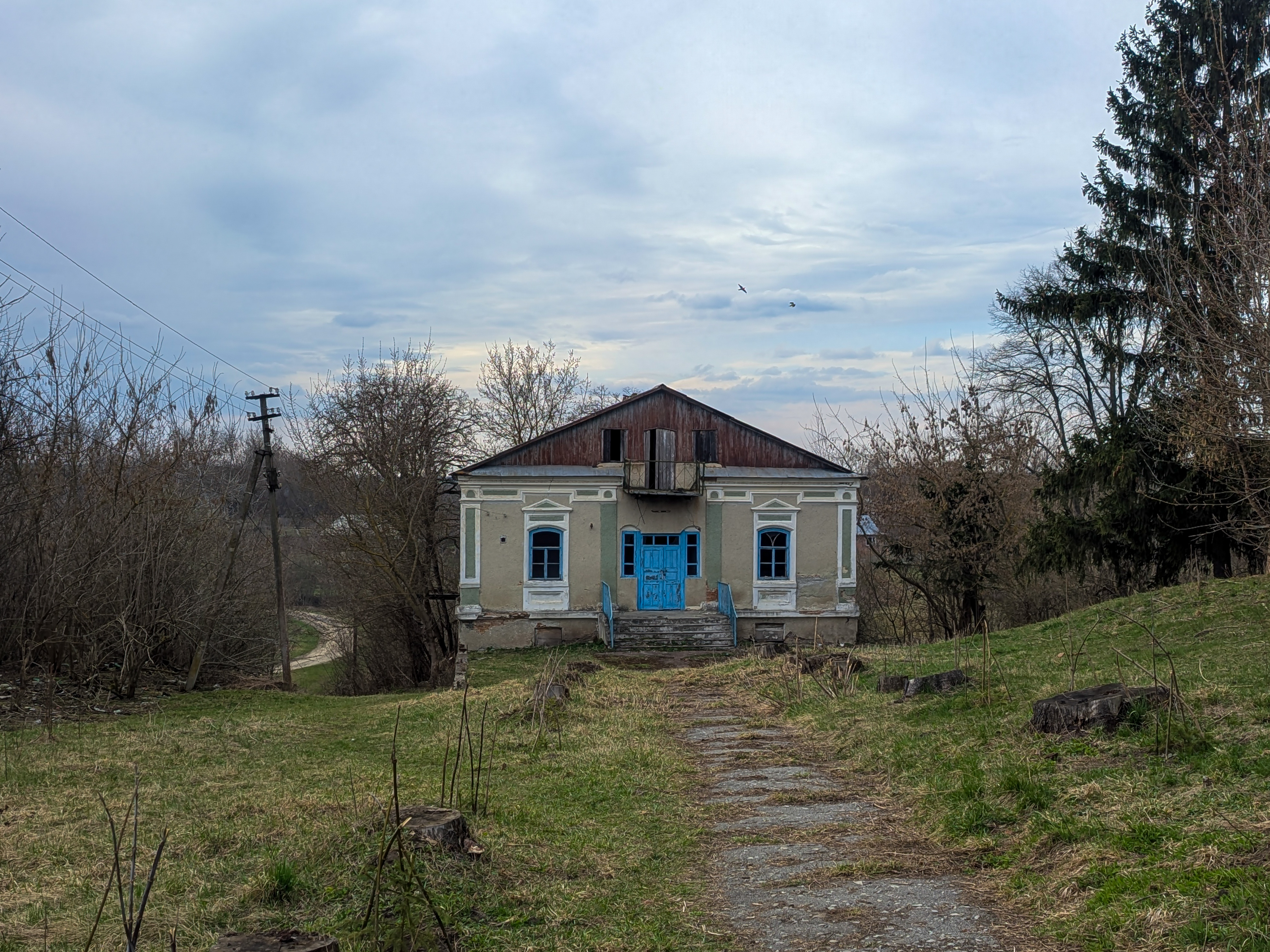
Старий будинок в центрі села
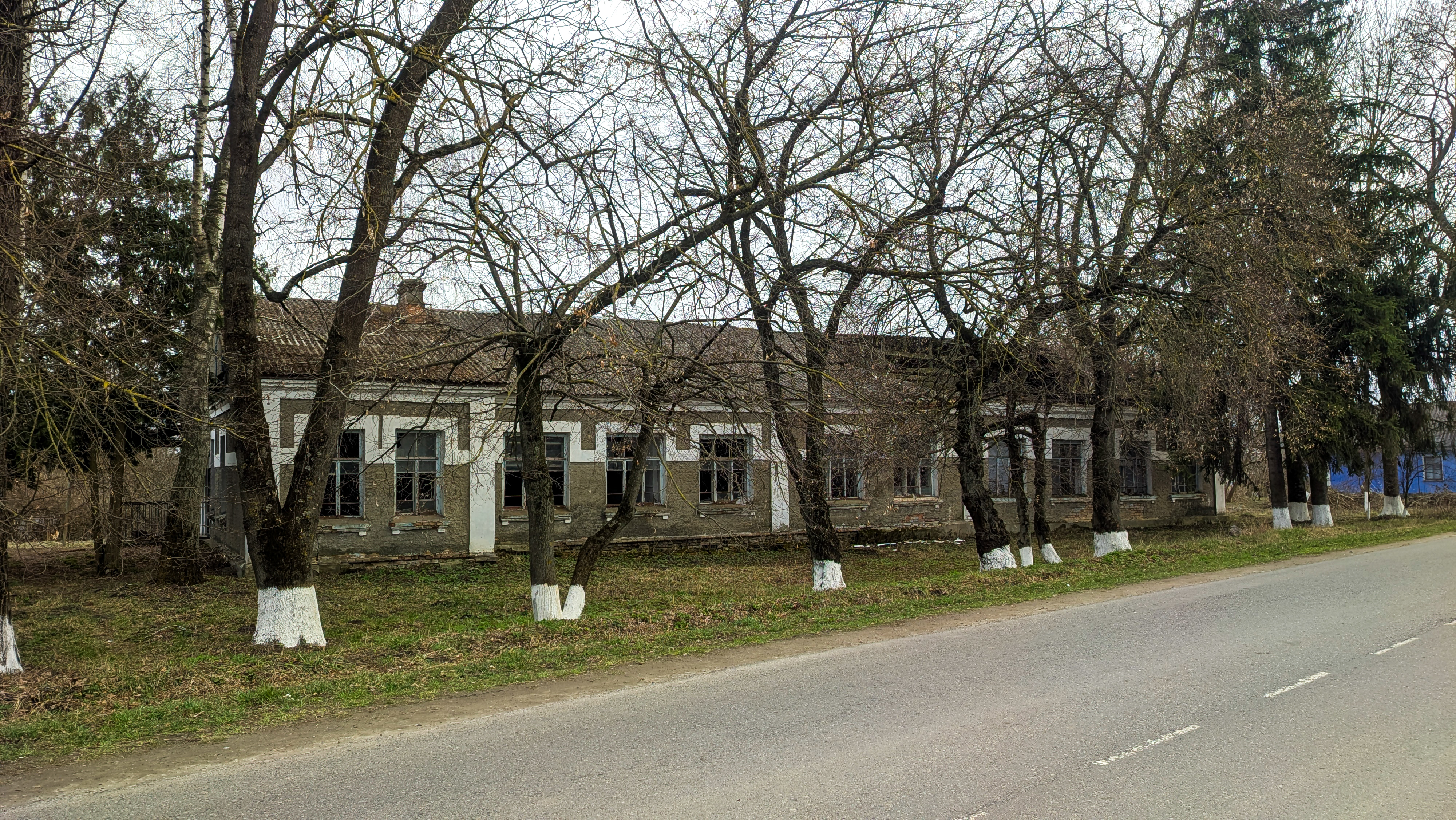
Старовинний будинок в центрі села
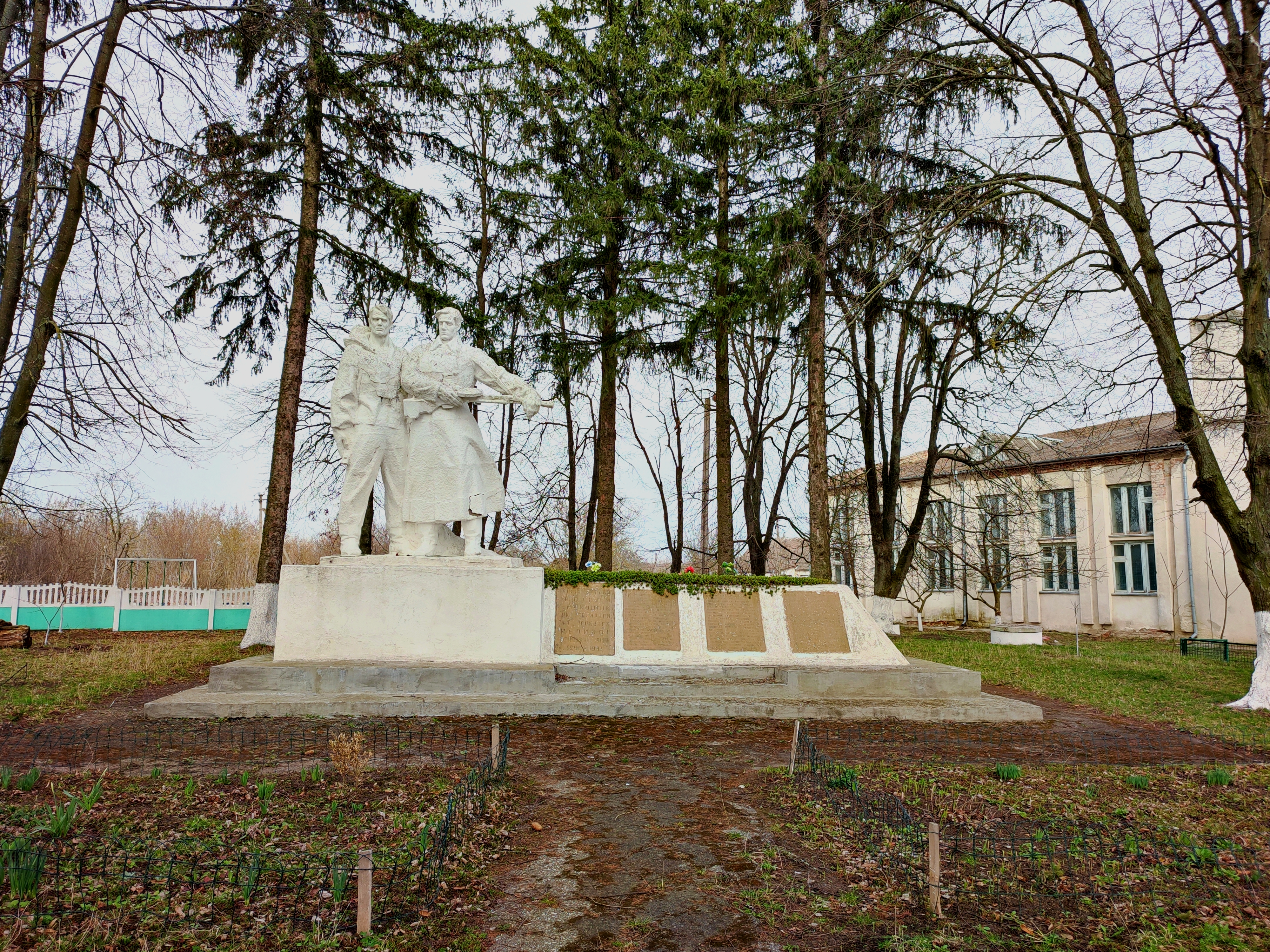
Меморіал рад. воїнам
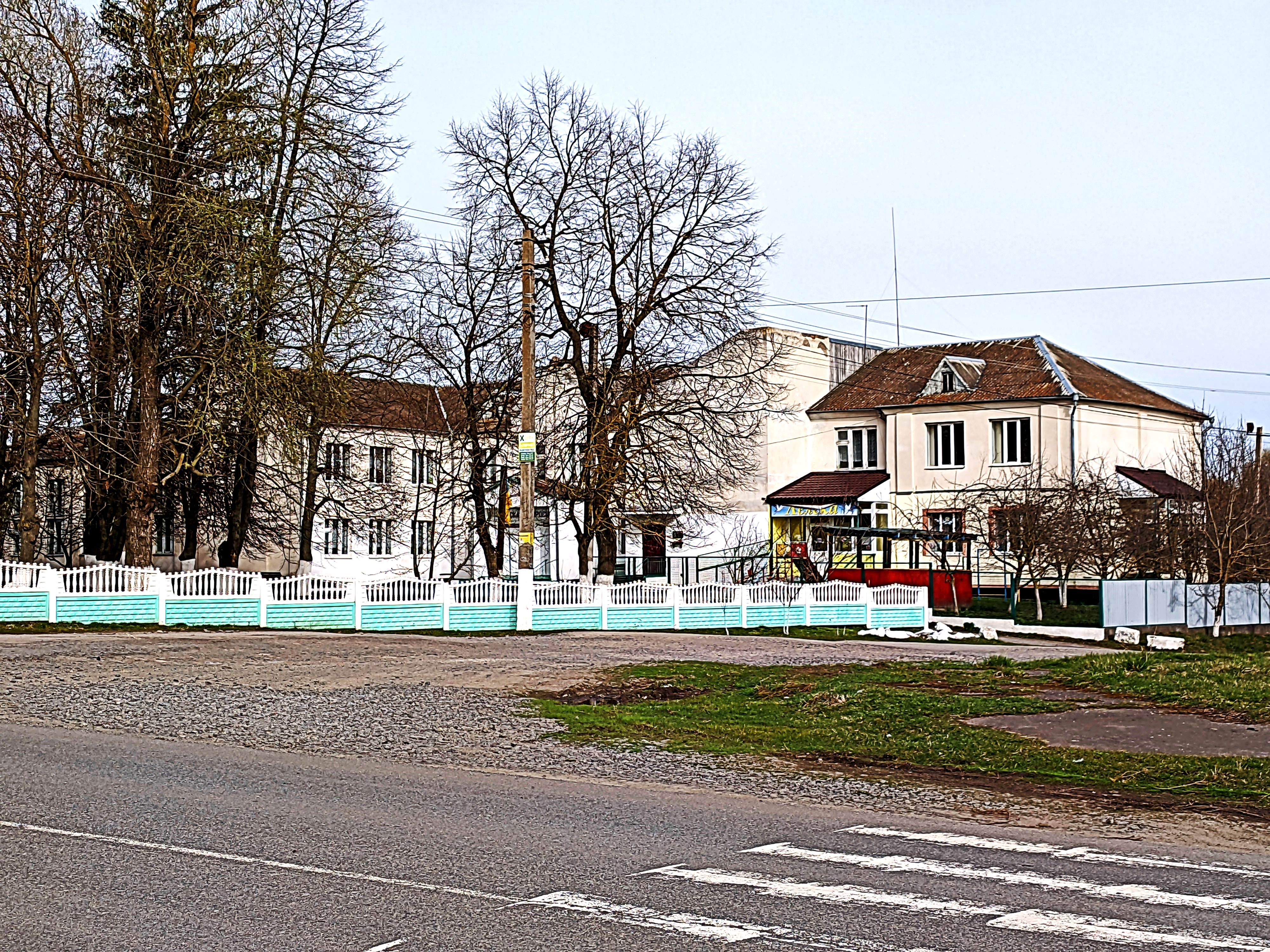
Школа та дитячий садок
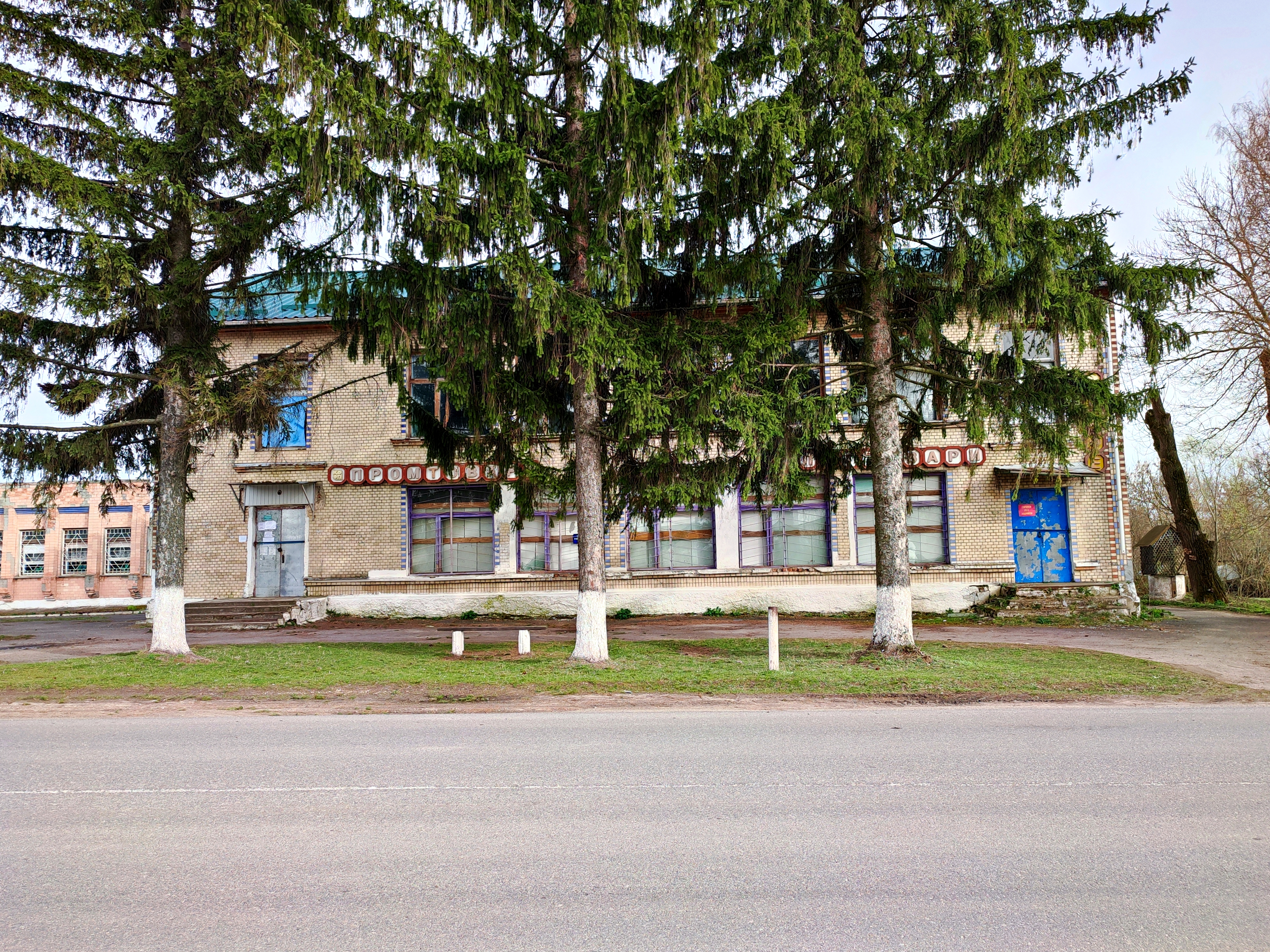
Сільський магазин
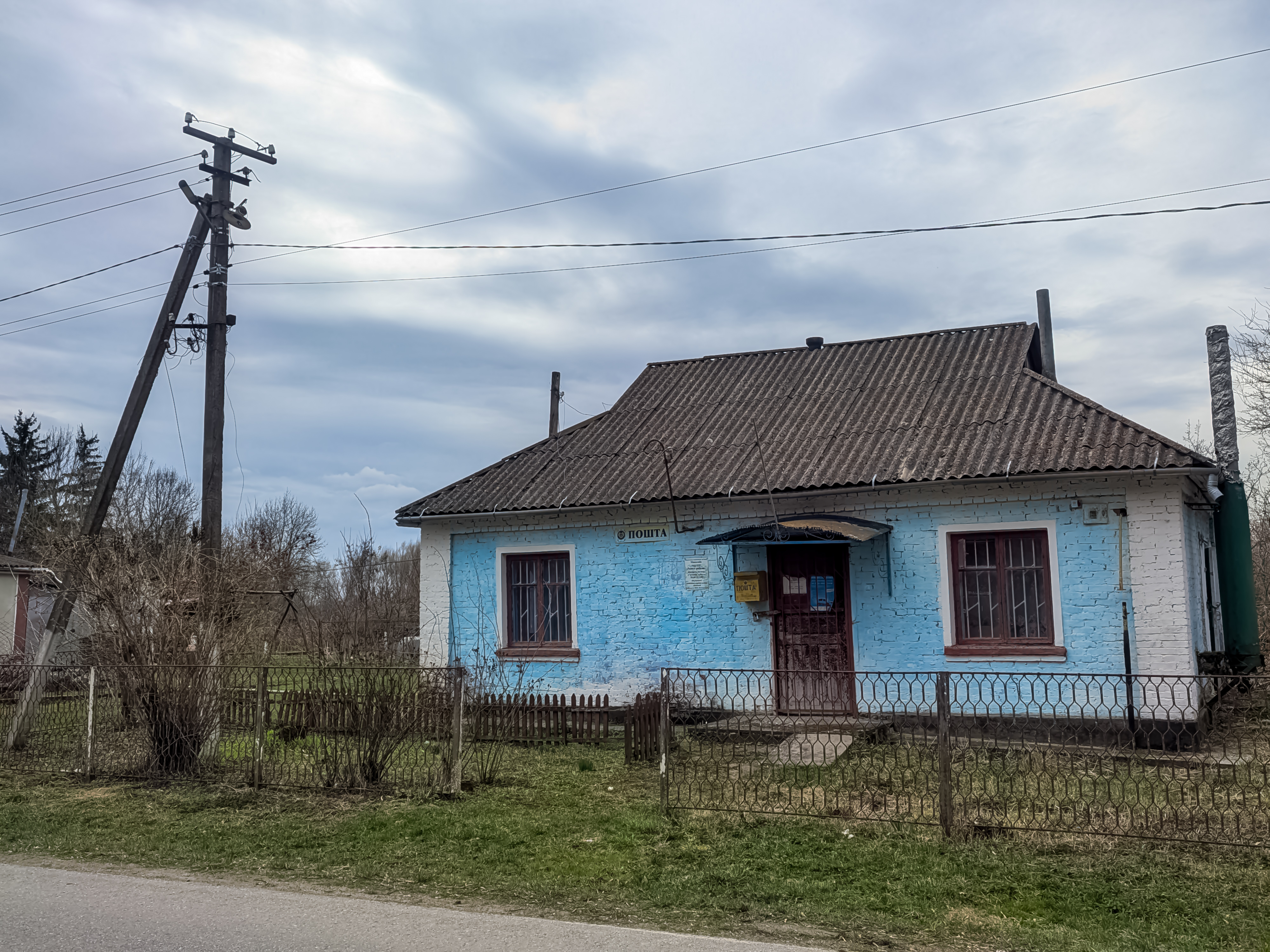
Пошта
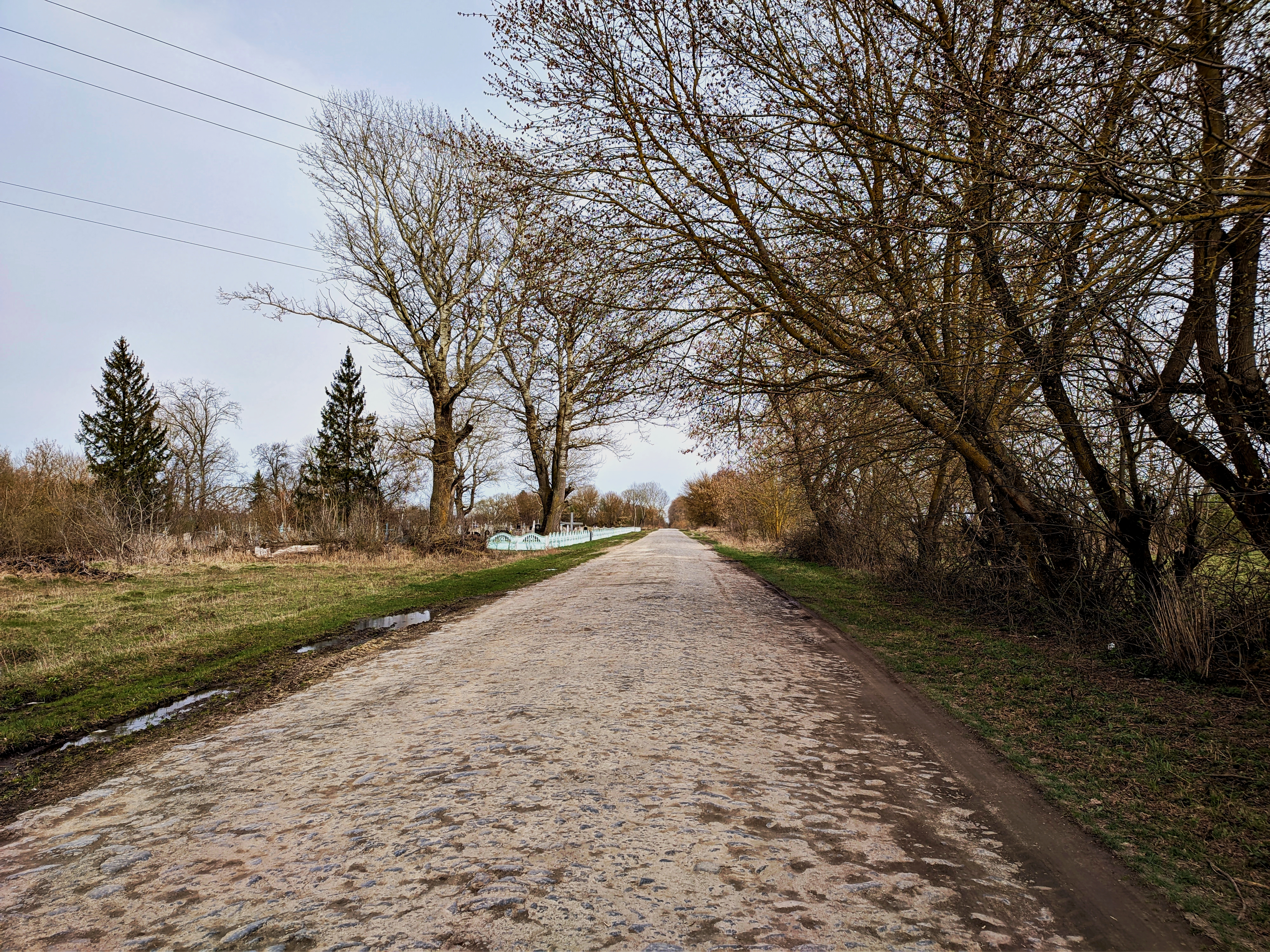
Вул. Героїв Крут, вигляд в бік с. Везденьки